# ویکتور پاپانک
ویکتور جوزف پاپانک (آلمانی: Victor Josef Papanek؛ زادهٔ ۲۲ نوامبر ۱۹۲۳ درگذشتهٔ ۱۰ ژانویهٔ ۱۹۹۸)، یک طراح و مدرس آمریکایی زادهٔ اتریش بود. او بیشتر به‌ خاطر کتابش با عنوان «طراحی برای دنیای واقعی» که در سال ۱۹۷۱ منتشر شد و به بیش از ۲۴ زبان ترجمه شده است، شناخته می‌شود.

## سنین جوانی و تحصیل
ویکتور جوزف پاپانک، در ۲۲ نوامبر ۱۹۲۳ میلادی در وین اتریش به دنیا آمد. اطلاعات متناقضی در مورد تاریخ تولد پاپانک منتشر و تاریخ‌هایی بین سال‌های ۱۹۲۳ تا ۱۹۲۷ ذکر شده است. مادر او، هلن اشبیتس و پدرش ریچارد پاپانک یهودی (مالک اغذیه‌فروشی) بودند. ویکتور در زمانی به دنیا آمد که اتریش، ایالتی تحت رهبری سوسیال دموکرات‌ها بود. او در انگلستان به مدرسه رفت. پدرش در سال ۱۹۳۵ میلادی هنگام خدمت در ارتش فرانسه درگذشت.
در سال ۱۹۳۹ میلادی، پس از الحاق اتریش به آلمان نازی، پاپانک پانزده‌ساله به عنوان پناهنده به ایالات متحدهٔ آمریکا (از طریق جزیرهٔ الیس) مهاجرت کرد. در سال ۱۹۴۰ میلادی، او دروس آلمانی در وای‌ام‌سی‌ای نیویورک را تدریس کرد.
پس از ورود به شهر نیویورک، نمایشگاه جهانی نیویورک در سال ۱۹۳۹ میلادی برگزار شد. این نمایشگاه شامل کارهای ریموند لووی بود، و برخی از ایده‌های اولیهٔ پاپانک در مورد طراحی به‌عنوان شکلی از دموکراسی از آنجا شکل گرفت. در اواخر دههٔ ۱۹۴۰ میلادی، پاپانک اولین مشاوره طراحی مستقر در نیویورک خود را به نام کلینیک طراحی، ایجاد کرد.
پاپانک، در سال ۱۹۴۹ میلادی معماری را نزد فرانک لوید رایت در تلیه‌سین وست در آریزونا آموخت. وی مدرک کارشناسی خود را در کوپر یونیون در نیویورک (۱۹۵۰) و تحصیلات تکمیلی خود را در رشتهٔ طراحی در مؤسسهٔ فن‌آوری ماساچوست (ام.ای. ۱۹۵۵ میلادی) به پایان رساند.

## حرفه
پاپانک طرح‌های محصولی را برای سازمان آموزشی، علمی و فرهنگی ملل متحد (یونسکو) و سازمان جهانی بهداشت ایجاد کرد. ولوو سوئد قراردادی برای طراحی به منظور ایجاد یک تاکسی برای معلولان را با او منعقد کرد.
او با یک گروه طراحی همکاری کرد که نمونهٔ اولیهٔ یک تلویزیون آموزشی را طراحی کنند که می‌توانست در کشورهای در حال توسعهٔ آفریقا، مورد استفاده قرار گیرد و در ژاپن با قیمت ۹ دلار برای هر مجموعه (هزینه به دلار آمریکا در سال ۱۹۷۰ میلادی) تولید شود.
محصولات طراحی شدهٔ او، همچنین شامل یک رادیو ترانزیستوری قابل توجه بود، که از قوطی‌های فلزی معمولی غذا ساخته شده‌ بود و با شمع سوزان تغذیه می‌شد، که در واقع به گونه‌ای طراحی شده‌ بود که در کشورهای در حال توسعه با هزینه‌ای ارزان تولید شود. مهارت‌های طراحی او همچنین او را وارد پروژه‌هایی همچون روشی مبتکرانه برای پراکندگی بذر و کود برای احیای جنگل در زمین‌های صعب العبور و همچنین کار با یک تیم طراحی بر روی یک وسیلهٔ حمل و نقل با نیروی انسانی که قادر به انتقال بار نیم تنی است، و در تیمی دیگر برای طراحی بسیار سریع یک وسیلهٔ نقلیهٔ سه چرخهٔ تایر-پهن همه‌جارو، کرد.
پاپانک، جوایز متعددی از جمله بورسیهٔ طراح برجسته از موقوفه ملی هنرها را در سال ۱۹۸۸ میلادی دریافت کرد. سال بعد در سال ۱۹۸۹ میلادی، او جایزهٔ بین‌المللی بنیاد ایکه‌آ را دریافت کرد.

### ایدئولوژی و علوم پرورشی
ایده‌های پاپانک، دربارهٔ شمایل‌شکنی طراحی، روزنامه‌نگاری و رویکرد جهانی منحصر به فرد او به ابتکارات علوم پرورشی، یک تغییر اساسی در جنبش‌های طراحی موجود در دهه‌های ۱۹۶۰ و ۱۹۷۰ میلادی بود. درک او از طراحی یک شیء یا سیستم به‌طور خاص به عنوان یک ابزار با کارکرد سیاسی بود. پاپانک با توجه به تمام جنبه‌های طراحی و تأثیر طراحی بر افراد و محیط زیست، احساس می‌کرد که بسیاری از چیز هایی که تولید می‌شود ناخوشایند، اغلب بیهوده و حتی ناامن است. کتاب او «طراحی برای دنیای واقعی» (۱۹۷۱ میلادی)، بسیاری از این ایده‌ها را تشریح کرد.

### آموزش
پاپانک در بیشتر دوران کاری خود دوره‌های طراحی را تدریس می‌کرد. او دانشیار و رئیس بخش طراحی محصول در دانشکدهٔ طراحی در کالج ایالتی کارولینای شمالی (۱۹۶۲ میلادی) بود. علاوه بر این، پاپانک در کالج هنر انتاریو، مدرسهٔ طراحی رود آیلند، دانشگاه پردو، مؤسسهٔ هنرهای کالیفرنیا (جایی که رئیس آن بود)، انستیتوی هنر کانزاس‌سیتی (از ۱۹۷۶ تا ۱۹۸۱ میلادی)، دانشگاه کانزاس (جی.ال. استاد ثابت معماری و طراحی، ۱۹۹۸–۱۹۸۲ میلادی) و مکان‌های دیگر در آمریکای شمالی، اروپا و جاهای دیگر.

## مرگ و میراث
او در ۱۰ ژانویهٔ ۱۹۹۸ میلادی در لارنس، کانزاس، در سن ۷۴ سالگی بر اثر سکته ناشی از فشار درگذشت.
جایزهٔ طراحی اجتماعی ویکتور جی. پاپانک به عنوان یک سرمایه‌گذاری مشترک بین بنیاد پاپانک، دانشگاه هنرهای کاربردی وین، موزهٔ هنرها و طراحی و مجمع فرهنگی اتریش ایجاد شد تا به «پروژه‌هایی که دیدگاه پاپانک دربارهٔ مسئولیت زیست‌محیطی و یا اجتماعی را تأیید می‌کنند»، جایزه بدهد.
در سال ۲۰۱۵ میلادی، مدرسهٔ طراحی پارسونز، سمپوزیوم و نمایشگاهی را با عنوان «چگونه چیزها کار نمی‌کنند: فضای رؤیایی ویکتور پاپانک» برگزار کرد.
در سال‌های ۲۰۱۹–۲۰۱۸ میلادی، موزهٔ طراحی ویترا یک نمایشگاه انفرادی پس از مرگ با نام «ویکتور پاپانک: سیاست طراحی» برگزار کرد.

## زندگی شخصی
پاپانک در طول عمر خود چهار بار ازدواج کرد که حاصل آن دو دختر بود. آخرین همسر او هارلان هردمن (ازدواج از ۱۹۶۶ تا ۱۹۸۹ میلادی، طلاق) بود، آن‌ها با هم صاحب یک دختر شدند. او از وینیفرد ان. نلسون هیگینبوتهام (ازدواج در ۱۹۵۱، طلاق در ۱۹۵۷ میلادی) نیز صاحب یک دختر شد. او اغلب از وینیفرد به عنوان همسر اول خود نام می‌برد، با وجود اینکه همسر اول او هارلان هردمن بود؛ و نام خانوادگی «هیگینبوتهام» مربوط به اولین ازدواج وینیفرد بود. دو همسر اول او از اقوام روسی-یهودی اهل بروکلین بودند.
در ژوئن ۱۹۴۵ میلادی، پاپانک تابعیت ایالات متحدهٔ آمریکا را از سوی وزیر این کشور دریافت کرد.

## کتاب شناسی

### کتاب‌های تألیف پاپانک
- «طراحی برای دنیای واقعی: اکولوژی انسانی و تغییرات اجتماعی»، پاپانک، ویکتور (۱۹۷۱ میلادی)؛ نیویورک، کتاب‌های پانتئون. شابک: ۰-۳۹۴-۴۷۰۳۶-۲.
- «مبلمان عشایری: چگونه می‌توان مبلمان سبک‌وزنی را که تا می‌شود، فرو می‌ریزد، روی هم می‌ریزد، باد می‌کند یا دور انداخته و بازیافت می‌شود، بسازیم و از کجا بخریم»، پاپانک، ویکتور و هنسی، جیم (۱۹۷۳ میلادی)؛ نیویورک، کتاب‌های پانتئون. شابک: ۰-۳۹۴-۷۰۲۲۸-X.
- «مبلمان عشایری ۲»، پاپانک، ویکتور و هنسی، جیم (۱۹۷۴ میلادی)؛ نیویورک، کتاب‌های پانتئون. شابک: ۰-۳۹۴-۷۰۶۳۸-۲.
- «چگونه چیزها کار نمی‌کنند»، پاپانک، ویکتور و هنسی، جیم (۱۹۷۷ میلادی)؛ نیویورک، کتاب‌های پانتئون. شابک: ۰-۳۹۴-۴۹۲۵۱-X.
- «طراحی برای مقیاس انسانی»، پاپانک، ویکتور (۱۹۸۳ میلادی)؛ نیویورک، ون نوستراند راینهولد. شابک: ۰-۴۴۲-۲۷۶۱۶-۸.
- «الزامات سبز: طراحی طبیعی برای دنیای واقعی»، پاپانک، ویکتور (۱۹۹۵ میلادی)؛ نیویورک، تیمز و هادسون. شابک: ۰-۵۰۰-۲۷۸۴۶-۶.

### کتاب دربارهٔ پاپانک
- «ویکتور پاپانک: راه یک پیامبر طراحی»، گوان، ال (۲۰۱۵ میلادی)؛ رسانهٔ مریماک، کمبریج، ماساچوست، شابک: ۹۷۸-۱-۹۳۹۱۶۶-۷۲-۲.